# Missões diplomáticas da Lituânia

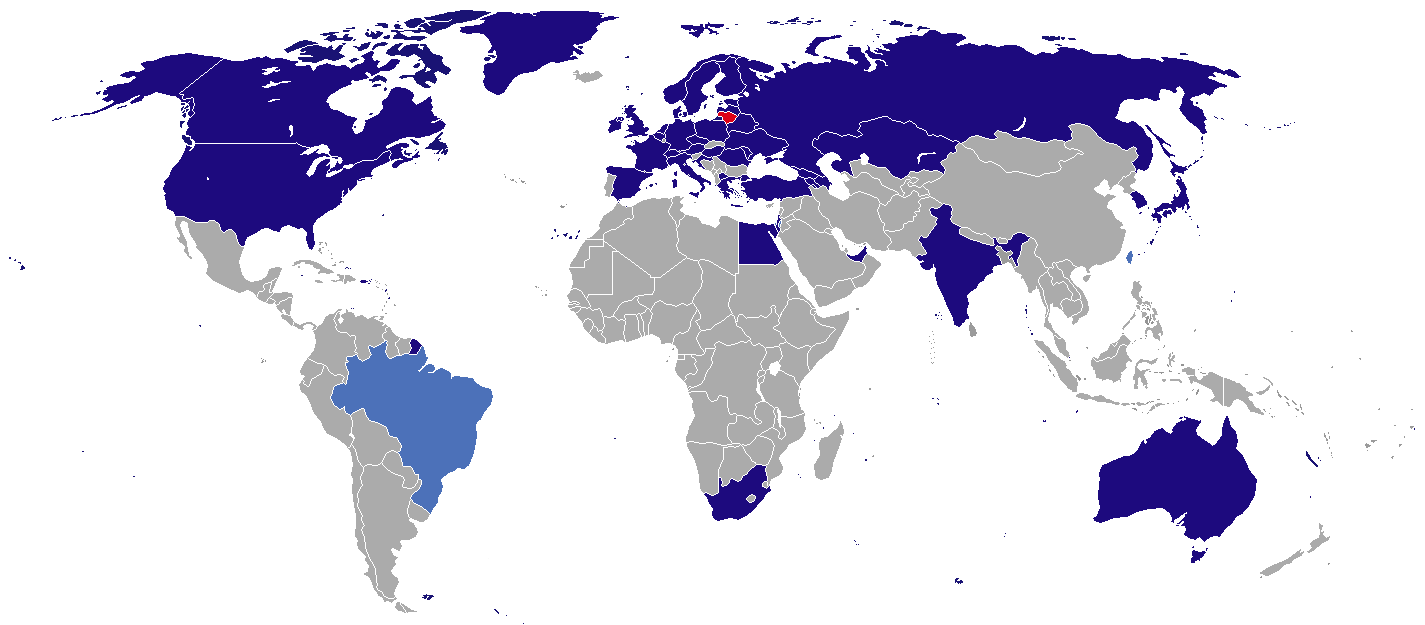
Missões diplomáticas da Lituânia

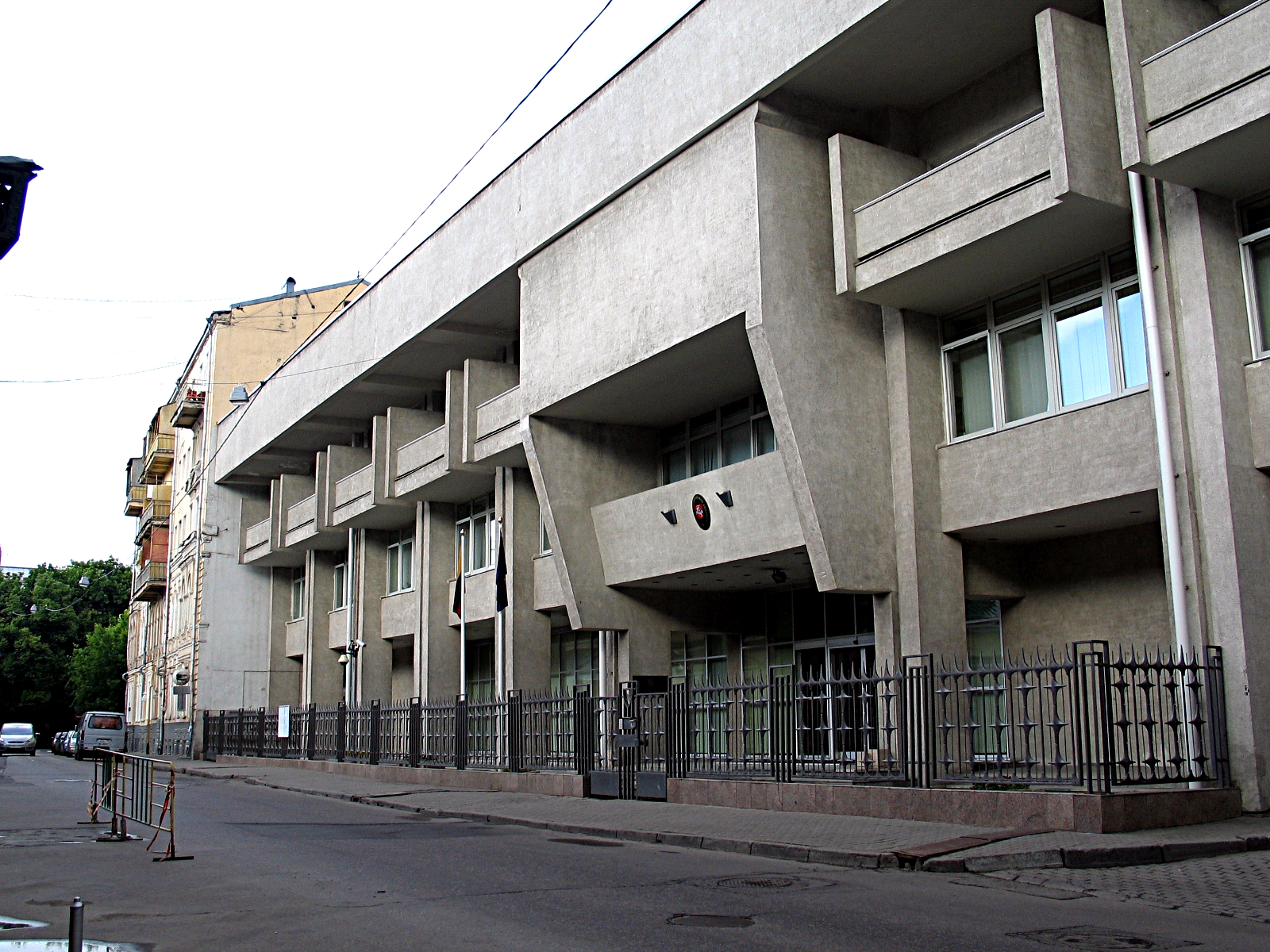
Embaixada da Lituânia em Moscou.

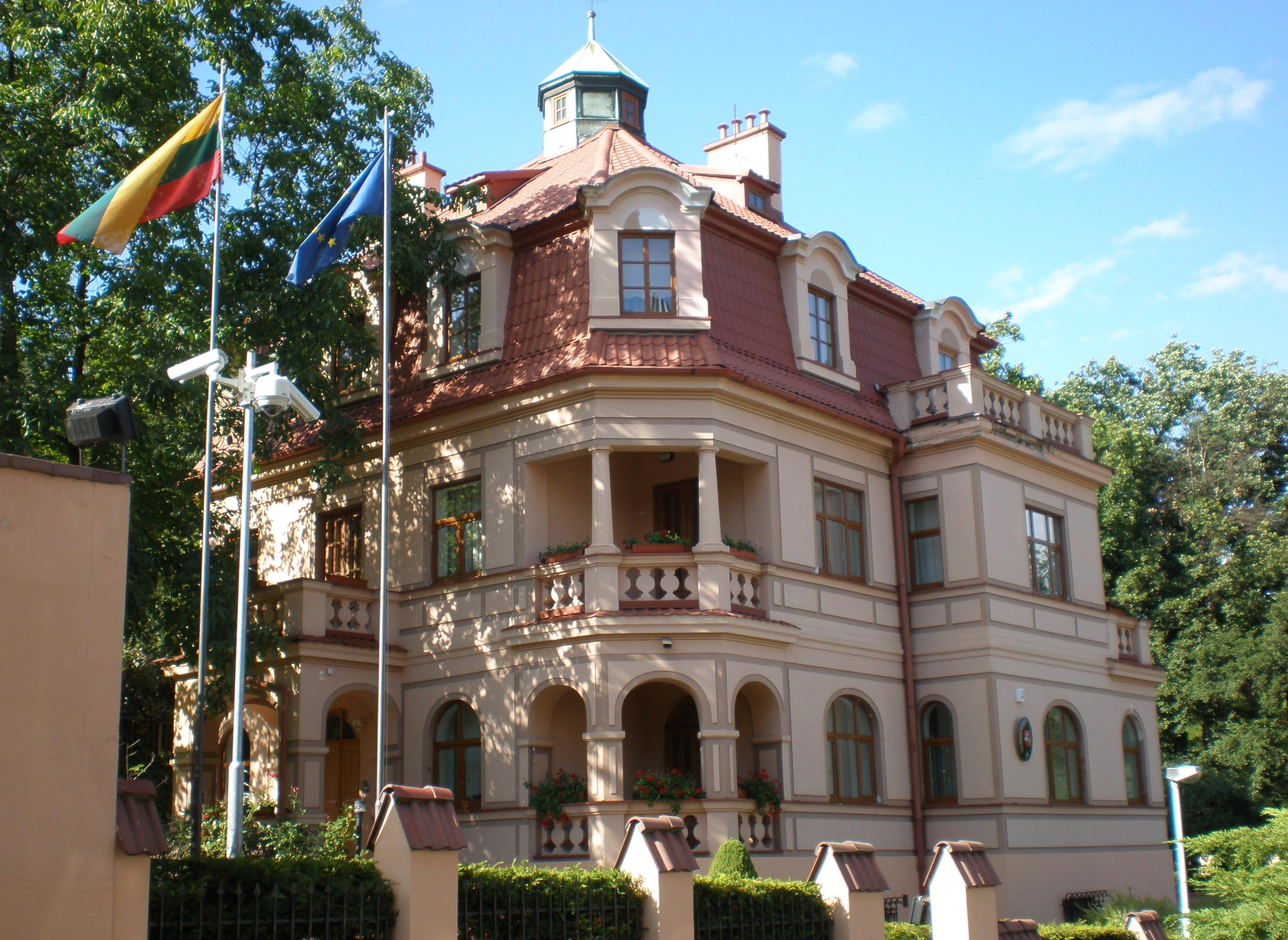
Embaixada da Lituânia em Praga.

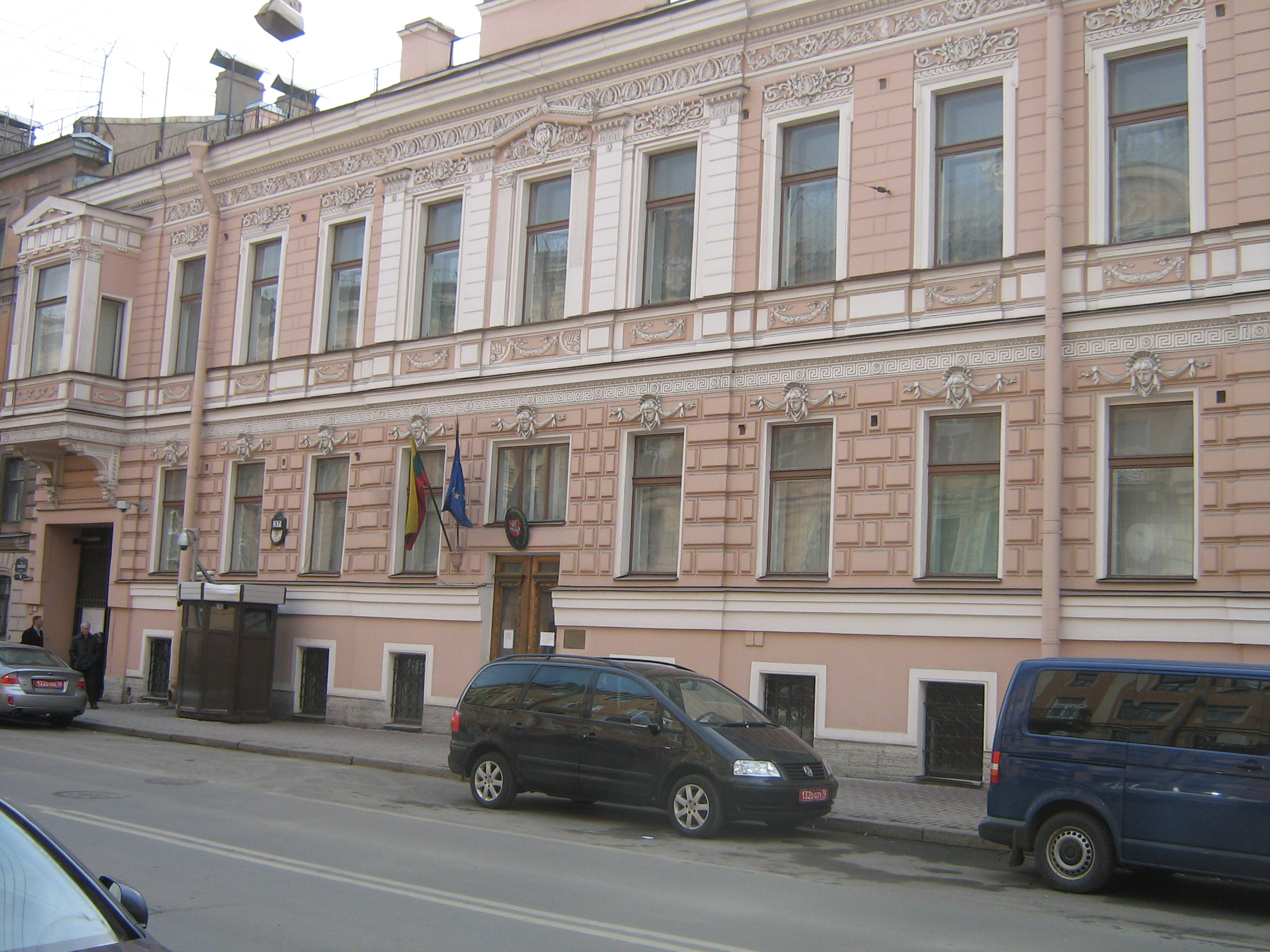
Consulado-Geral da Lituânia em São Petersburgo.

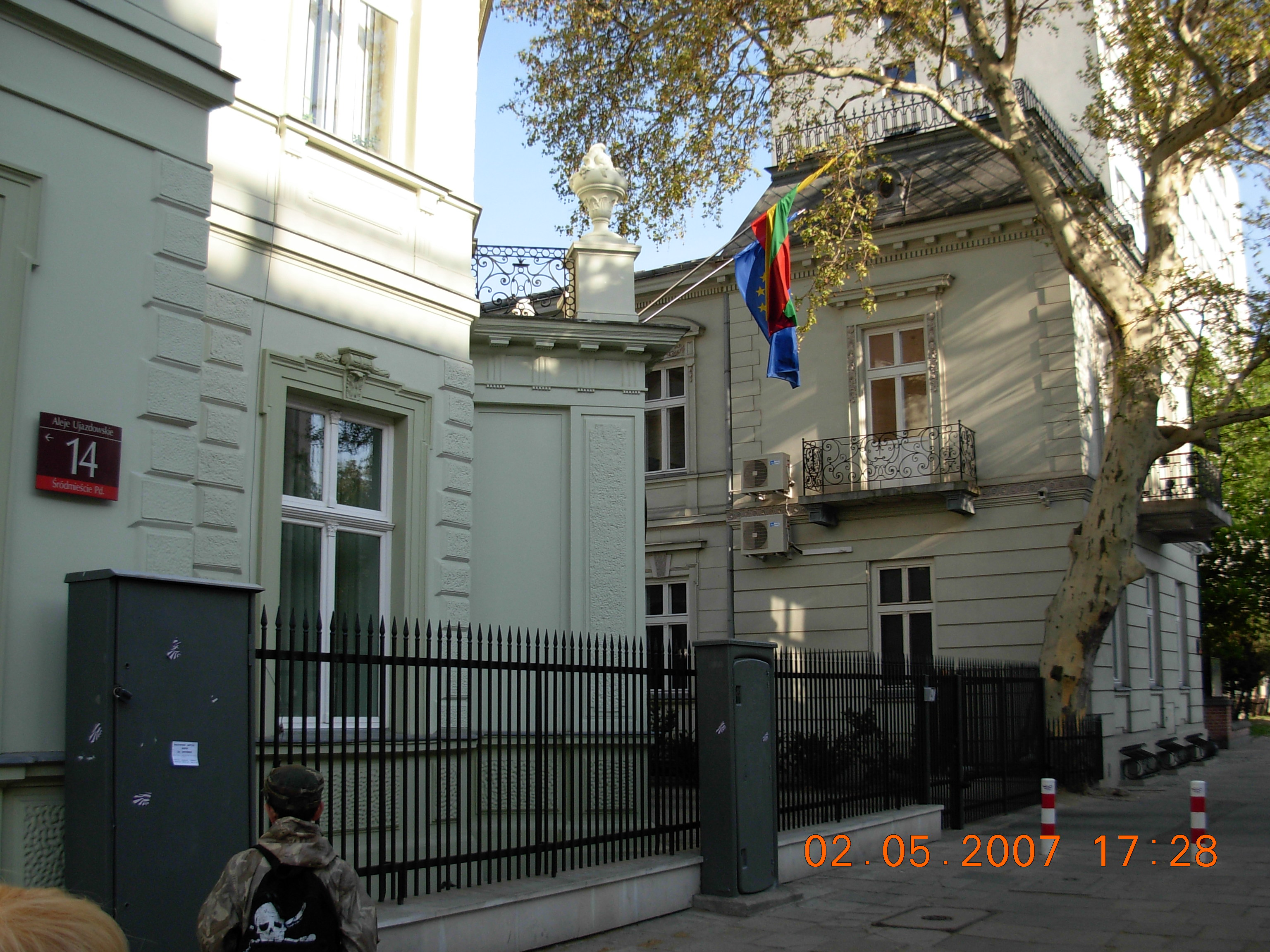
Embaixada da Lituânia em Varsóvia.

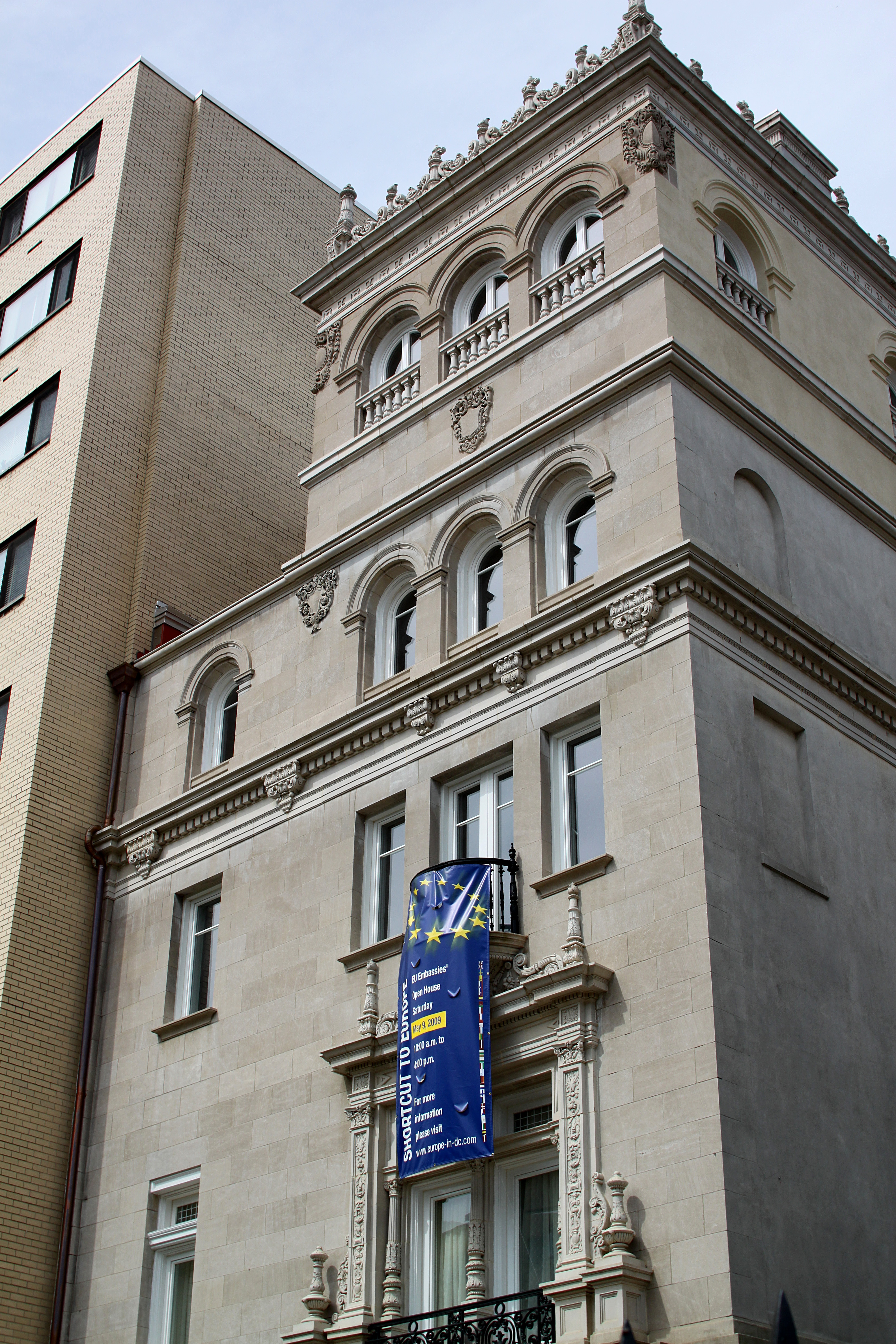
Embaixada da Lituânia em Washington, D.C.

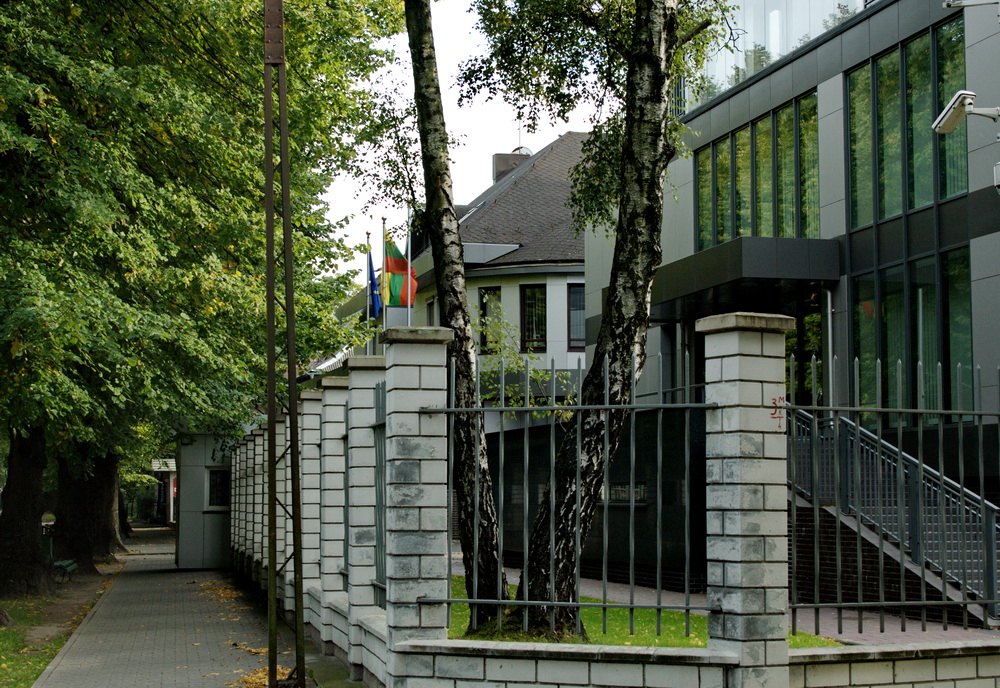
Consulado-Geral da Lituânia em Caliningrado.

Abaixo se encontram as embaixadas e consulados da Lituânia:

## Europa
- Alemanha
  - Berlim (Embaixada)
  - Bona (Escritório Consular)
- Armênia
  - Erevan (Embaixada)
- Áustria
  - Viena (Embaixada)
- Azerbaijão
  - Baku (Embaixada)
- Bélgica
  - Bruxelas (Embaixada)
- Bielorrússia
  - Minsk (Embaixada)
- Bulgária
  - Sófia (Embaixada)
- Dinamarca
  - Copenhague (Embaixada)
- Espanha
  - Madrid (Embaixada)
  - Valência (Consulado)
- Estónia
  - Tallin (Embaixada)
- Finlândia
  - Helsinque (Embaixada)
- França
  - Paris (Embaixada)
- Geórgia
  - Tbilisi (Embaixada)
- Grécia
  - Atenas (Embaixada)
- Hungria
  - Budapeste (Embaixada)
- Irlanda
  - Dublin (Embaixada)
- Itália
  - Roma (Embaixada)
- Letônia
  - Riga (Embaixada)
- Moldávia
  - Chisinau (Embaixada)
- Noruega
  - Oslo (Embaixada)
- Países Baixos
  - Haia (Embaixada)
- Polónia
  - Varsóvia (Embaixada)
  - Sejny (Consulado)
- Portugal
  - Lisboa (Embaixada)
- Reino Unido
  - Londres (Embaixada)
- Chéquia
  - Praga (Embaixada)
- Roménia
  - Bucareste (Embaixada)
- Rússia
  - Moscou (Embaixada)
  - Caliningrado (Consulado-Geral)
  - São Petersburgo (Consulado-Geral)
  - Sovetsk (Consulado)
- Vaticano
  - Vaticano (Embaixada)
- Suécia
  - Estocolmo (Embaixada)
- Ucrânia
  - Kiev (Embaixada)

## América
- Argentina
  - Buenos Aires (Embaixada)
- Canadá
  - Ottawa (Embaixada)
- Estados Unidos
  - Washington, D.C. (Embaixada)
  - Chicago (Consulado-Geral)
  - Nova Iorque (Consulado-Geral)

## Oriente Médio
- Israel
  - Tel Aviv (Embaixada)
- Turquia
  - Ancara (Embaixada)

## África
- Egito
  - Cairo (Embaixada)

## Ásia
- China
  - Pequim (Embaixada)
- Índia
  - Nova Deli (Embaixada)
- Japão
  - Tóquio (Embaixada)
- Cazaquistão
  - Almaty (Embaixada)

## Organizações Multilaterais
- - Bruxelas (Missão Permanente do país ante a União Europeia e OTAN)
  - Estrasburgo (Missão Permanente do país ante o Conselho da Europa)
  - Genebra (Missão Permanente do país ante as Nações Unidas e outras organizações internacionais)
  - Nova Iorque (Missão Permanente do país ante as Nações Unidas)
  - Paris (Missão Permanente do país ante a Unesco)
  - Roma (Missão Permanente do país ante a Organização das Nações Unidas para Agricultura e Alimentação)
  - Viena (Missão Permanente do país ante as Nações Unidas)